# Arthur Géa
Arthur Gea, né le 2 janvier 2005 à Carpentras, est un joueur de tennis français, professionnel depuis 2023.

## Carrière

### 2023: débuts professionnels et finale de Wimbledon juniors
En 2021, Arthur Géa fait ses débuts sur le circuit masculin ITF, et en 2023 sur le circuit principal de l'ATP Challenger Tour.
Participant à des compétitions juniors, Arthur Gea atteint la finale du double masculin de Wimbledon en 2023, en équipe avec le Serbe Branko Đuric, mais sont battus par le Tchèque Jakub Filip et l'Italien Gabriele Vulpitta. En simple, il est quart de finaliste de l'Open d'Australie et demi-finaliste de l'US Open.
Fin 2023, il remporte trois tournois en Grèce après une finale perdue et se classe pour la première fois dans le top 500. 

### 2024: entrée dans le top 400 mondial
En 2024, il se qualifie régulièrement pour des tournois Challenger et parvient à atteindre les quarts de finale à Naples, Blois et les demi-finales à Dobrich. En décembre, il remporte deux tournois Futures à Doha.

### 2025: première participation à Roland-Garros, top 300 mondial
En 2025, il participe à de multiples tournois sur le circuit challenger et au tournoi de qualification des Internationaux de France simple. Il est éliminé au deuxième tour des qualifications, mais reçoit un wild card pour le tournoi double, avec son compatriote Moïse Kouamé. Ils sont cependant battus dès le premier tour.

## Parcours dans les tournois du Grand Chelem

### En double
| Année | Open d'Australie | Open d'Australie | Internationaux de France                                                         | Internationaux de France | Wimbledon | Wimbledon | US Open | US Open |
| ----- | ---------------- | ---------------- | -------------------------------------------------------------------------------- | ------------------------ | --------- | --------- | ------- | ------- |
| 2025  | —                | —                | 1er tour (1/32) M. Kouamé \|\| style="text-align:left;" \| R. Seggermann L. Tien | —                        | —         | —         | —       |         |

N.B. : le nom du partenaire se trouve sous le résultat ; les noms des ultimes adversaires se trouvent à droite.

## Classement ATP en fin de saison
| Année          | 2021 | 2022 | 2023 | 2024 |
| Rang en simple | 1767 | 1567 | 462  | 382  |
| Rang en double | –    | 2203 | 955  | 496  |

Source : (en) Classements de Arthur Géa sur le site officiel de la Fédération internationale de tennis